# Castlevania: The Adventure ReBirth
Castlevania: The Adventure ReBirth (ドラキュラ 伝説 ReBirth Dorakyura Densetsu Ribāsu?, "La leyenda de Drácula ReBirth") es la segunda entrega de Castlevania para Wii. Fue desarrollado por M2, y publicado por Konami en el 2009. Aunque este juego es una remake de Castlevania: The Adventure, publicado para Game Boy en 1989, no tiene relación directa con dicho juego, se le considera más un juego nuevo que una remake, tampoco está incluido en la cronología oficial de Castlevania. Es el tercer juego de M2 en la serie "ReBirth" (Gradius ReBirth y Contra ReBirth).
El escenario del juego se lleva a cabo un siglo antes que el original Castlevania para el NES, donde el jugador controla a un antepasado de Simon Belmont llamado Christopher Belmont, quien debe derrotar al vampiro Drácula.

## Jugabilidad
Castlevania: The Adventure ReBirth consta de seis áreas que el jugador tiene que completar para poder terminar el juego. Hacia el final de cada área hay un jefe que el jugador tiene que derrotar antes de avanzar a la siguiente fase.
El arma principal del jugador para atacar a enemigos en el juego es un látigo, que puede actualizarse mediante la recopilación de orbes. A diferencia del juego original, hay armas secundarias o sub-armas, que están obligados a utilizar con los corazones. Hay cinco sub-armas disponibles y cada una tiene un uso diferente.

## Audio
La banda sonora del juego fue compuesta por Manabu Namiki, quien trabajó en los otros títulos de la serie "ReBirth". La música se compone de remixes de anteriores canciones del Castlevania.
El álbum oficial fue lanzado el 24 de marzo de 2010 en una compilación junto con la música de Contra ReBirth.

## Recepción
Castlevania The Adventure ReBirth obtuvo críticas positivas, con una puntuación del 82% en Metacritic basado en 14 comentarios críticos.